# Hosea Kutako

Hosea-Kutako-Statue Parlamentsgarten in Windhoek

Hosea Katjikururume Kutako (* 1870 in Okahurimehi; † 18. Juli 1970 in Okahandja, Südwestafrika) war von 1925 bis zu seinem Tode traditioneller Führer der in Namibia lebenden OvaHerero.
Der nach dem Hererokrieg ins Ausland geflüchtete Führer Samuel Maharero konnte sein Häuptlingsamt über die wenigen in Südwest-Afrika noch lebenden Herero auf Grund des Einreiseverbots der südafrikanischen Mandatsverwaltung nicht ausüben. Er ermächtigte daher seinen Sohn Frederik Maharero, 1920 den in Südwest-Afrika lebenden Hosea Kutako zum Führer zu ernennen. Hosea Kutako verstand sein Führeramt vor allem als Verpflichtung, die Erinnerung an die ehemals stolze Zeit der Herero vor und während der deutschen Kolonialzeit und an die Gräuel der Schlacht am Waterberg hochzuhalten. So gründete er 1920 den Traditionsverein der Green Flaggs und – nach dem Tode Mahareros – 1923 den Verein der Red Flaggs. Kutako veranlasste und organisierte die Überführung des Leichnams von Samuel Maharero und dessen Bestattung in Okahandja neben dem Grab des Jonker Afrikaner. Er selbst bezeichnet sich als Gründer der Truppenspieler-Organisation; zwar hatte er ohne Zweifel einen großen Einfluss auf die Entwicklung der Truppenspieler, doch ihre Anfänge reichen vermutlich bis in die 1890er Jahre, mit Sicherheit jedoch bis 1916 zurück. Sie sollte zwar vom Gründungsgedanken her durchaus auch eine militärische Bedeutung erlangen, stieß damit aber sowohl bei der südafrikanischen Mandatsverwaltung als auch bei Sam Nujoma, dem Mitbegründer der Widerstandsorganisation SWAPO, auf Widerspruch. Hosea Kutako sprach sich selbst für ein Verbot der jährlichen Feiern in Okahandja aus, bei denen die Truppenspieler eine primäre Rolle spielten. So beschränkte sich die Bedeutung der Truppenspieler auf die kulturelle Begleitung vor allem des Hererotages. Kutako wurde zudem als Nationalheld symbolisch auf dem Heldenacker bestattet.

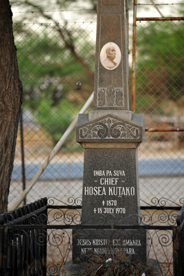
Grabstelle von Hosea Kutako an der Friedenskirche Okahandja

1959 gründete Hosea Kutako zusammen mit Sam Nujoma die Südwestafrikanische Nationalunion (SWANU), eine Organisation, die ein Jahr später in die SWAPO aufging. Trotz seines hohen Alters hat sich Hosea Kutako in besonderem Maße für die Unabhängigkeit des späteren Namibias eingesetzt und bis zu seinem Tode daran mitgewirkt. In Anerkennung seiner dabei erworbenen Verdienste wurde nach der Unabhängigkeit der Internationale Flughafen der Hauptstadt Windhoek nach ihm benannt.
Seit Oktober 2018 ist sein ehemaliges Wohnhaus, zwei Kilometer südlich von Aminuis in der Region Omaheke, ein Nationaldenkmal Namibias.